# Orden del Tesoro Sagrado
La Orden del Tesoro Sagrado (瑞宝章 Zuihō-shō?) es una orden que se entrega actualmente en Japón. Fue establecida el 4 de enero de 1888 por el Emperador Meiji como Orden de Meiji. Originalmente tenía un escalafón de ocho clases, siendo la 1.ª la más alta, pero desde 2003 solo posee seis clases.
La orden japonesa más ampliamente conferida se otorga a aquellos que han hecho destacados logros en campos de investigación, industrias empresariales, asistencia sanitaria, trabajo social, campos de gobierno estatal/local o la mejora de la vida de personas con discapacidad. Originalmente fue creada solamente para el género masculino, siendo también posible para el femenino desde 1919. A diferencia de la mayoría de sus homólogos europeos, la orden puede ser concedida póstumamente.

## Historia
La insignia de la orden incorpora los tres Tesoros Imperiales de Japón: el espejo Yata, tan sagrado que ni siquiera el Emperador puede mirarlo; la joya de Yasakani, que está hecha del jade más fino; y la espada personal del Emperador Kusanagi.

### Clases
Hasta 2003, la cinta de la orden era blanca con dos rayas de oro cerca de los bordes; desde entonces la cinta es azul claro, conservando las dos rayas de oro cerca de los bordes.
| Cintas de la Orden del Tesoro Sagrado | Cintas de la Orden del Tesoro Sagrado | Cintas de la Orden del Tesoro Sagrado        |
| 1888–2003                             | 2003–presente                         |                                              |
| ------------------------------------- | ------------------------------------- | -------------------------------------------- |
|                                       |                                       | Gran Cordón                                  |
|                                       |                                       | 2.ª Clase, Estrella de Oro y Plata           |
|                                       |                                       | 3.ª Clase, Rayos Dorados con Cinta de Cuello |
|                                       |                                       | 4.ª Clase, Rayos Dorados con Escarapela      |
|                                       |                                       | 5.ª Clase, Rayos Dorados y Plateados         |
|                                       |                                       | 6.ª Clase, Rayos Plateados                   |
|                                       |                                       | 7.ª Clase, Medalla (abolida en 2003)         |
|                                       |                                       | 8.ª Clase, Medalla (abolida en 2003)         |
|                                       |                                       | Cinta General de la Orden                    |